# Tomáš Spáčil
Tomáš Spáčil (31. ledna 1923 Velešovice – 4. března 1988) byl český a československý politik Komunistické strany Československa a poúnorový poslanec Národního shromáždění ČSR a Národního shromáždění ČSSR a Sněmovny lidu Federálního shromáždění.

## Biografie
Ve volbách roku 1954 byl zvolen za KSČ do Národního shromáždění ve volebním obvodu Slavkov. Mandát obhájil ve volbách v roce 1960 (nyní již jako poslanec Národního shromáždění ČSSR za Jihomoravský kraj, podílel se na projednání ústavy ČSSR v roce 1960) a ve volbách v roce 1964. V Národním shromáždění zasedal až do konce jeho funkčního období v roce 1968.
K roku 1954 se profesně uvádí jako předseda JZD v obci Velešovice.
Po federalizaci Československa usedl roku 1969 do Sněmovny lidu Federálního shromáždění (volební obvod Slavkov), kde setrval do své rezignace v únoru 1971.
Po invazi vojsk Varšavské smlouvy do Československa byl vytlačen z veřejných funkcí. Byl tehdy evidován na ÚV KSČ jako „exponent pravice“. Uvádí se tehdy jako předseda Okresního zemědělského sdružení ve Vyškově. K roku 1968 se profesně uvádí jako předseda JZD ve Velešovicích.